# Biatlon op de Paralympische Winterspelen 1992
De Ve Paralympische Winterspelen werden in 1992 gehouden in Tignes, Frankrijk. Dit was de eerste keer dat de Paralympische Winterspelen in hetzelfde land werden gehouden als de Olympische Winterspelen.
Er werd dit jaar in vier verschillende klassen gestreden.
Onder de naam Gezamenlijk team kwamen diverse voormalige Sovjet-Republieken uit tijdens de Paralympische Spelen en zij voerden de olympische vlag.

## Mannen
7.5 km B1
| Rank | Naam              | Land | Tijd    |
| ---- | ----------------- | ---- | ------- |
| 1    | Bogdanov          | GOS  | 26:47.4 |
| 2    | Udo Hirsch        | GER  | 27:53.6 |
| 3    | Hans-Peter Schmid | SUI  | 28:34.5 |

7.5 km B2-3
| Rank | Naam              | Land | Tijd    |
| ---- | ----------------- | ---- | ------- |
| 1    | Frank Hoefle      | GER  | 21:31.0 |
| 2    | Alexander Schwarz | GER  | 22:42.2 |
| 3    | Torbjoern Ek      | SWE  | 23:03.0 |

7.5 km LW2,4
| Rank | Naam                 | Land | Tijd    |
| ---- | -------------------- | ---- | ------- |
| 1    | Kalervo Pieksaemaeki | FIN  | 21:42.4 |
| 2    | Wolfgang Mahler      | GER  | 21:48.7 |
| 3    | Roland Gaess         | GER  | 22:07.2 |

7.5 km LW6/8
| Rank | Naam            | Land | Tijd    | Gemiste schoten |
| ---- | --------------- | ---- | ------- | --------------- |
| 1    | Jouko Grip      | FIN  | 22:19.1 | 0               |
| 2    | Bernhard Furrer | SUI  | 22:19.7 | 0               |
| 3    | Josef Gattinger | GER  | 23:14.2 | 0               |

## Uitslagen Nederlandse deelnemers
| Plaats | Afstand       | Categorie | Naam       | Tijd/Punten | Gemiste schoten |
| ------ | ------------- | --------- | ---------- | ----------- | --------------- |
| 16     | Mannen 7.5 km | B2-3      | Jan Visser | 30:18.0     |                 |

## Deelnemende landen Biatlon 1992
- GOS
- GER
- SUI
- SWE
- GBR
- DEN
- FRA
- NOR
- USA
- AUT
- NED
- FIN

Alpineskiën · Biatlon · Langlaufen
1988 · 1992 · 1994 · 1998 · 2002 · 2006 · 2010 · 2014 · 2018